# Jüdischer Friedhof Sprendlingen (Dreieich)

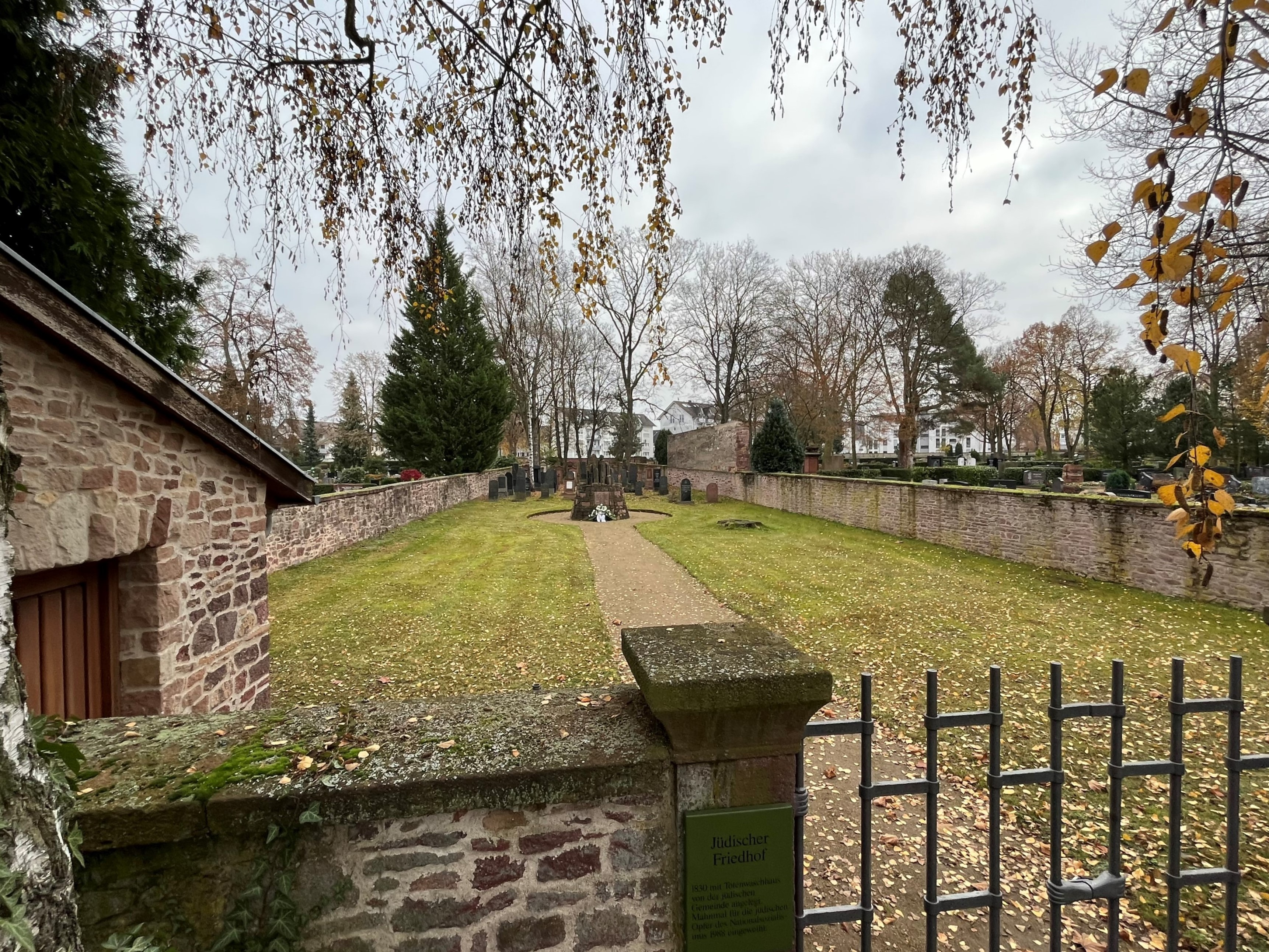
Jüdischer Friedhof Sprendlingen

Der Jüdische Friedhof in Sprendlingen, einem Stadtteil von Dreieich im Landkreis Offenbach in Südhessen, wurde 1831 angelegt. Der jüdische Friedhof am Lacheweg, innerhalb des kommunalen Friedhofes, ist ein geschütztes Kulturdenkmal.
Der Friedhof diente zunächst auch den Juden aus Dreieichenhain bis zur Anlage des Jüdischen Friedhofes Dreieichenhain im Jahr 1875 als Begräbnisstätte. Noch 105 Grabsteine unterschiedlicher Größe aus dem 19. und 20. Jahrhundert sind vorhanden, die zum Teil hebräische Inschriften haben.

## Weblinks

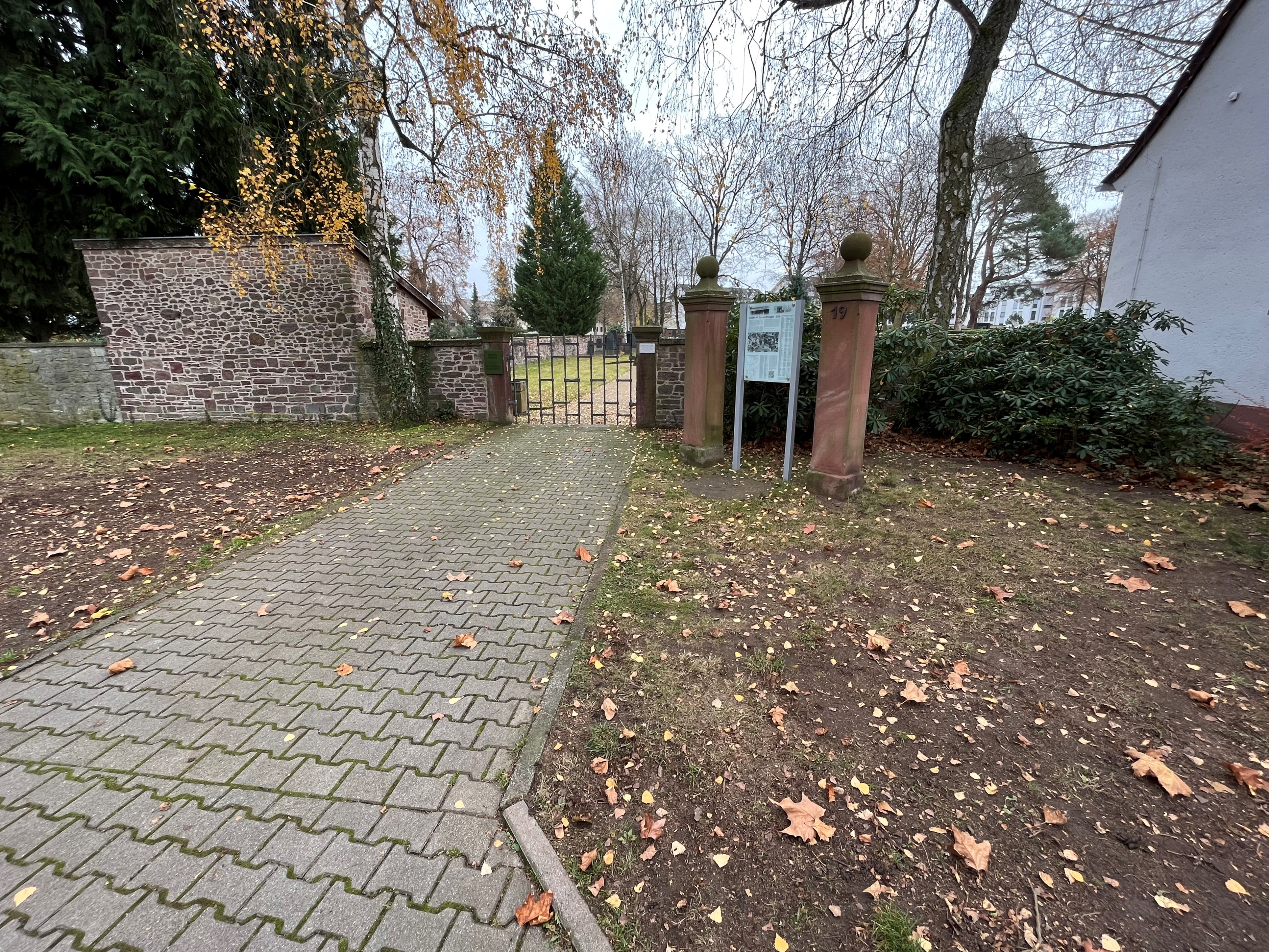
Eingang
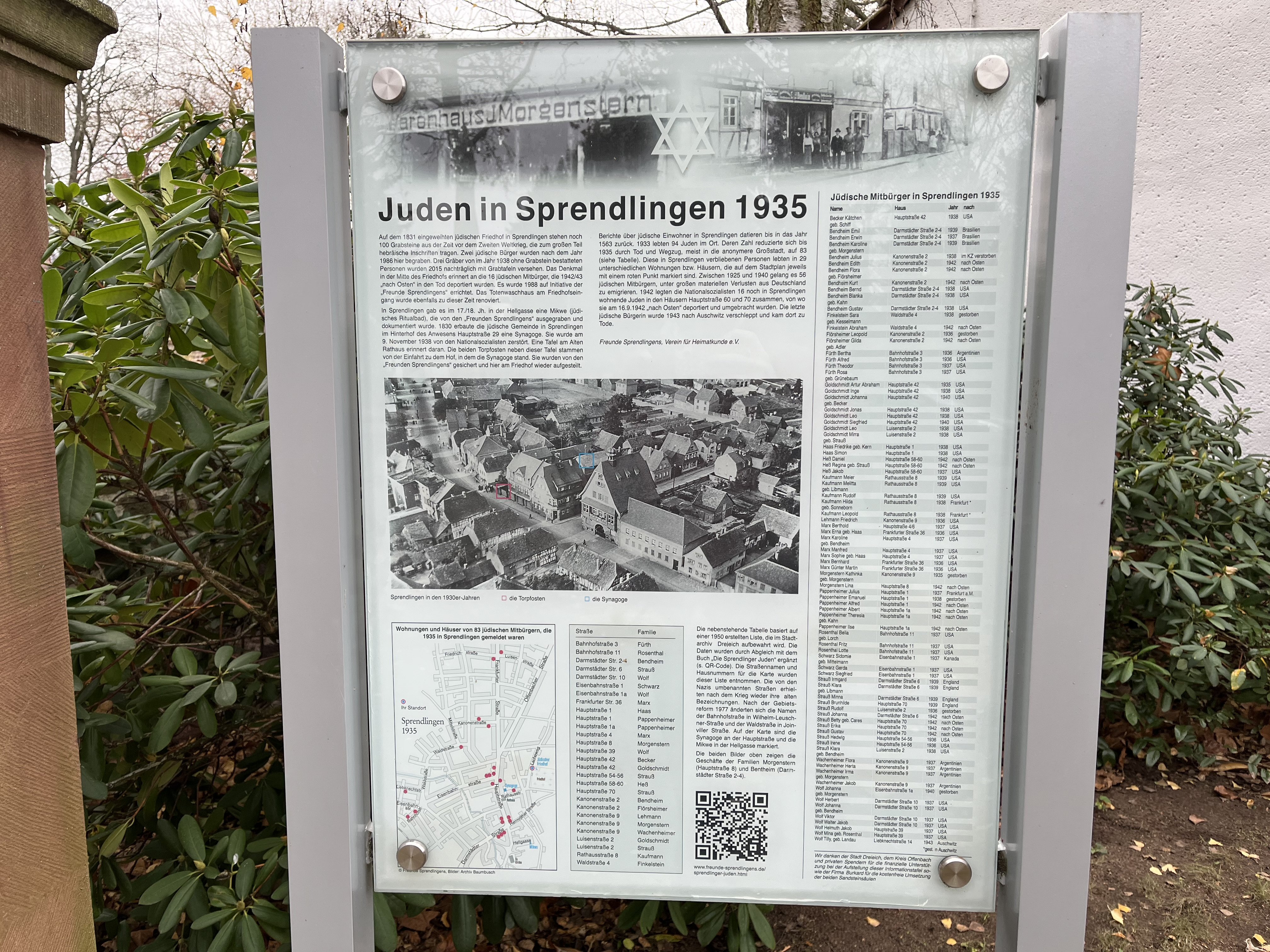
Bildtafel
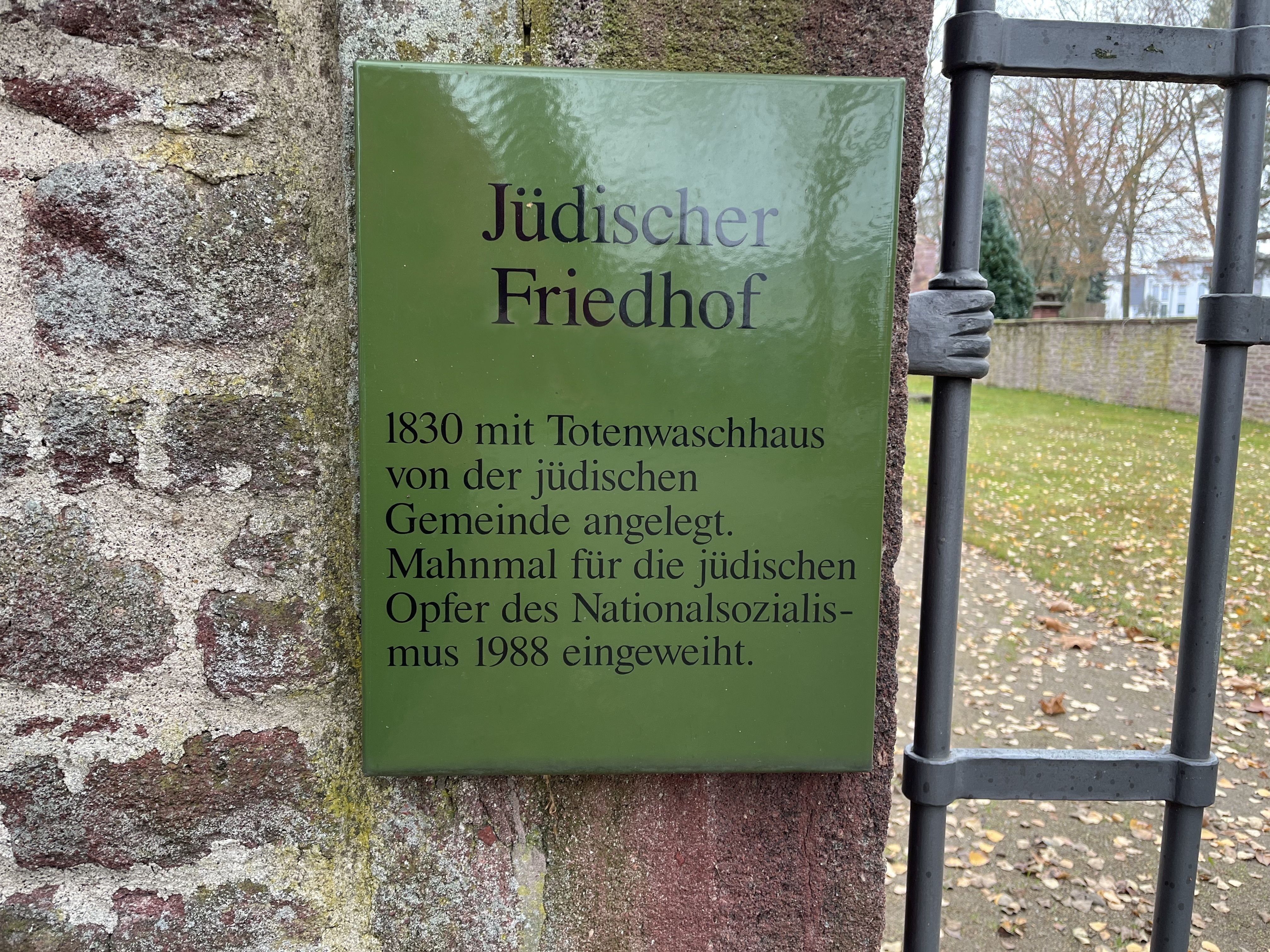
Infotafel
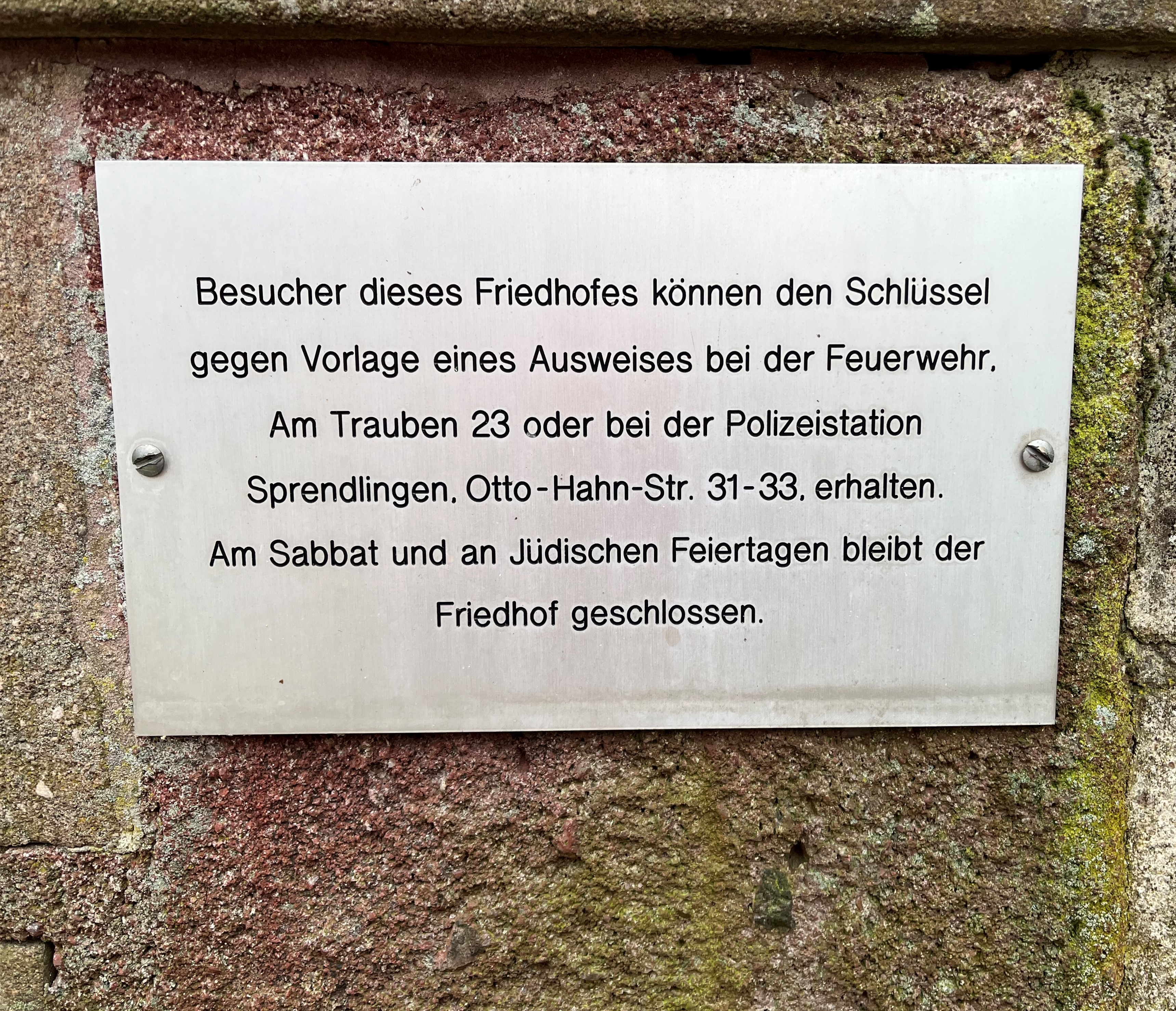
Hinweise für den Zugang